# دهستان فیضیه
فیضیه، دهستانی است از توابع بخش مرکزی شهرستان بابل در استان مازندران ایران.

## جمعیت
براساس سرشماری سال ۱۳۸۵جمعیت آن ۲۴۰۷۳ نفر (۶۲۱۰ خانوار) بوده‌است.